# Leyla Gencer

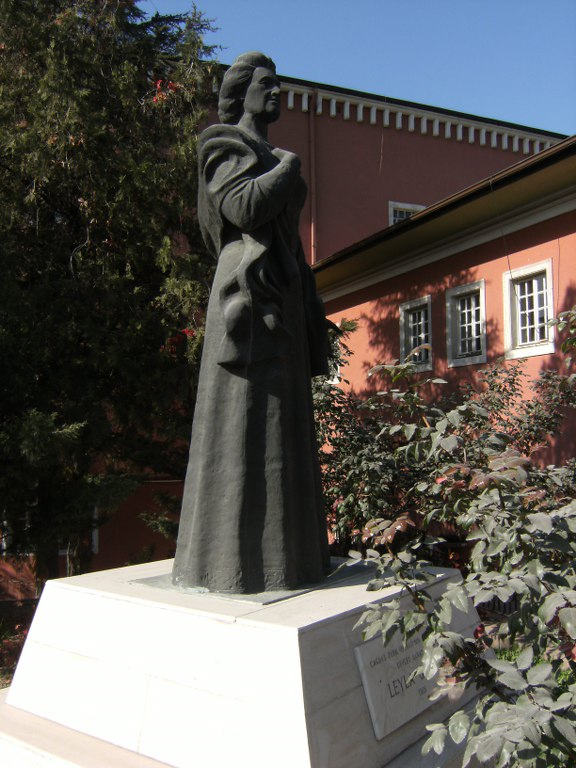
Das Leyla-Gencer-Denkmal vor der Staatsoper in Ankara

Leyla Gencer (geb. Ceyrekgil, * 10. Oktober 1928 in Polonezköy, Provinz Istanbul; † 9. Mai 2008 in Mailand) war eine türkische Opernsängerin (Sopran), in der Opernwelt oft La Diva Turca („Die türkische Diva“) und La Regina („Die Königin“) genannt. Sie war eine der bekanntesten Donizetti-Interpretinnen des 20. Jahrhunderts.

## Leben
Gencer wuchs als Tochter einer polnischen Mutter, Alexandra Angela Minakovska, und eines türkischen Vaters, İbrahim Çeyrek, im Istanbuler Stadtteil Çubuklu auf der anatolischen Seite des Bosporus auf. Sie absolvierte zunächst eine Gesangsausbildung am Konservatorium von Ankara bei Elvira de Hidalgo, die schon Gesangslehrerin von Maria Callas war. 1946 heiratete sie den Bankier İbrahim Gencer. Zunächst trat sie als Chorsängerin am Türkischen Staatstheater auf, wo sie 1950 auch ihr Operndebüt in der Rolle der Santuzza in Mascagnis Cavalleria rusticana gab. Nachdem sie die Ausbildung am Konservatorium abgebrochen hatte, nahm sie in Ankara Privatunterricht bei Giannina Arangi-Lombardi. Weiteren Unterricht erhielt sie von Apollo Granforte.
1953 debütierte sie, wiederum in der Rolle der Santuzza, in Italien am Teatro San Carlo in Neapel. Im Jahr darauf trat sie dort in Puccinis Madame Butterfly und in Tschaikowskis Eugen Onegin auf. Im Laufe ihrer Karriere, die sich hauptsächlich in Italien entwickelte, erarbeitete sie sich ein umfangreiches, mehr als 70 Partien umfassendes Repertoire.
1957 trat sie in der Uraufführung von Francis Poulencs Les Dialogues des Carmélites als Madame Lidoine erstmals an der Mailänder Scala auf. Insgesamt sang sie an der Scala zwischen 1957 und 1983 19 Rollen, darunter in Verdi-Opern die Leonora in La forza del destino, die Elisabetta in Don Carlos, die Lady Macbeth in Macbeth, die Titelrolle in Aida, sowie die Norma in Bellinis Norma, die Ottavia in Monteverdis L’incoronazione di Poppea und die Titelrolle in Alceste von Gluck. In der Uraufführung von Pizzettis Assassinio nella cattedrale verkörperte sie 1958 an der Scala die erste Koryphäe.
1956 gab Gencer als Francesca in Zandonais Francesca da Rimini ihren ersten Auftritt in den USA an der San Francisco Opera, dem zwar weitere Einladungen an amerikanische Häuser in Dallas, Chicago, Newark und an die New Yorker Carnegie Hall folgten, der sie aber (aufgrund Uneinigkeiten bei ersten Auftrittsverhandlungen) nie an die Metropolitan Opera führte. Außerhalb Italiens war sie auch an der Wiener Staatsoper (fünf Vorstellungen in den Jahren 1957 bis 1962), der Bayerischen Staatsoper, am Royal Opera House in London, bei den Festspielen in Glyndebourne und Edinburgh, am Bolschoi-Theater in Moskau, am Kirow-Theater in Leningrad, an den Opern von Stockholm, Oslo, Warschau und am Teatro Colón in Buenos Aires zu sehen.
Während ihrer Bühnenlaufbahn trat sie auch mit den wichtigsten Dirigenten ihrer Zeit auf, wie z. B. Karajan, Muti, Serafin, Solti.
1985 nahm sie am Teatro La Fenice mit Francesco Gneccos La prova di un’opera seria ihren Abschied von der Opernbühne, gestaltete aber bis 1992 weiterhin Konzerte. Von 1983 bis 1989 war sie Präsidentin des Internationalen Musikfestivals von Istanbul. Außerdem war sie von 1983 bis 1988 künstlerische Direktorin der Associazione Lirica e Concertistica (As.Li.Co) und leitete unter der Direktion von Riccardo Muti das Opernstudio der Mailänder Scala in der Saison 1997/98.
Gencer war vor allem als Donizetti-Interpretin bekannt, beispielsweise in Belisario, Poliuto, Anna Bolena, Lucrezia Borgia, Maria Stuarda und Caterina Cornaro. Ihren meistgelobten Auftritt hatte sie 1964 in Roberto Devereux in Neapel. Besondere Bedeutung erlangte sie durch ihre Wiederentdeckung weitgehend in Vergessenheit geratener Belcanto-Opern aus der ersten Hälfte des 19. Jahrhunderts, wie z. B. Smareglias La Falena, Rossinis Elisabetta regina d’Inghilterra (Elisabeth, Königin von England), Spontinis Agnes von Hohenstaufen, Giovanni Pacinis Saffo und Glucks Alceste. Daneben umfasste ihr Repertoire zusätzlich zu den bereits genannten unter anderem auch Partien in Werken von Cilea, Mozart, Massenet, Ponchielli, Prokofjew, Weber und Weinberger.
Zwar wurde Gencer während ihrer gesamten Karriere von der offiziellen Schallplattenindustrie weitgehend ignoriert, doch gibt es heute zahlreiche Mitschnitte ihrer Auftritte, die zumindest eine kleine Vorstellung ihres Könnens wiedergeben.
Seit 1996 wird ihr zu Ehren in Istanbul der „Leyla Gencer Gesangswettbewerb“ abgehalten.
Gencer starb an Herzversagen in Zusammenhang mit einer Lungenerkrankung. Ihre Asche wurde gemäß ihrem letzten Wunsch in den Bosporus verstreut.

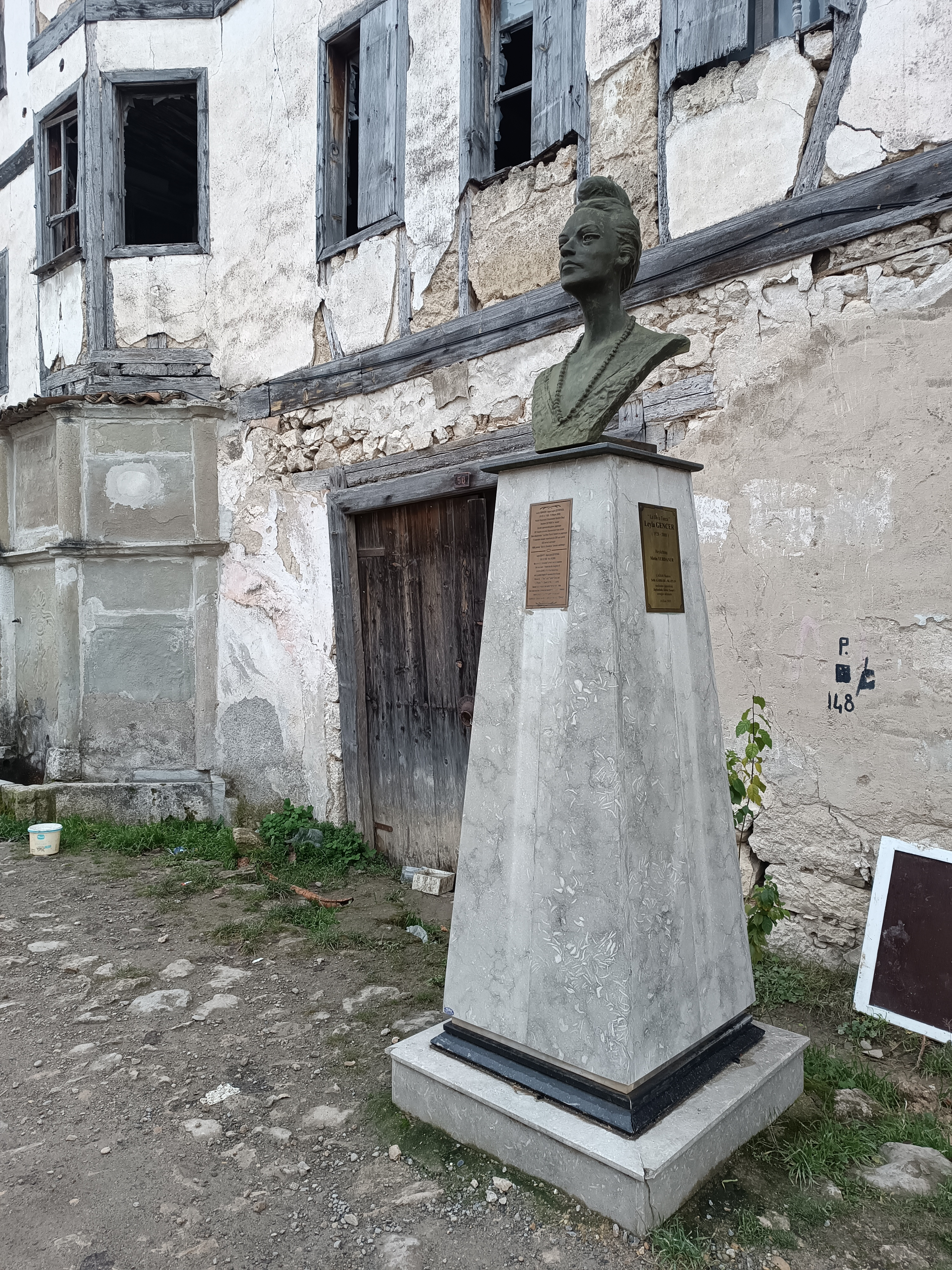
Denkmal für Leyla Gencer in Yörük

Im Jahr 2010 wurde zu ihrem Gedenken im Dorf Yörük, dem Geburtsort ihres Vaters nahe Safranbolu, ein Denkmal errichtet.

## Repertoire (Auswahl)
| - Vincenzo Bellini - Norma (Norma) - I puritani (Elvira) - La sonnambula (Amina) - Beatrice di Tenda (Beatrice) - Arrigo Boito - Mefistofele (Margherita) - Benjamin Britten - Albert Herring (Lady Billows) - Luigi Cherubini - Medea (Medea) - Francesco Cilea - Adriana Lecouvreur (Adriana) - Gaetano Donizetti - Lucia di Lammermoor (Lucia) - Anna Bolena (Anna) - Maria Stuarda (Maria) - Roberto Devereux (Elisabetta) - Lucrezia Borgia (Lucrezia) - Poliuto (Paolina) - Les Martyrs (Paoline) - Caterina Cornaro (Caterina) - Belisario (Antonina) - Christoph Willibald Gluck - Alceste (Alceste) - Francesco Gnecco - La Prova di un'opera seria (Corilla) - Pietro Mascagni - Cavalleria rusticana (Santuzza) - Jules Massenet - Werther (Charlotte) | - Simon Mayr - Medea in Corinto (Medea) - Gian Carlo Menotti - The Consul (Magda) - Claudio Monteverdi - L’incoronazione di Poppea (Poppea) - Wolfgang Amadeus Mozart - Idomeneo (Elettra) - Don Giovanni (Donna Anna) - Don Giovanni (Donna Elvira) - Le nozze di Figaro (Contessa Almaviva) - Giovanni Pacini - Saffo (Saffo) - Ildebrando Pizzetti - Assassinio nella cattedrale (Erste Koryphäe) - Amilcare Ponchielli - La Gioconda (Gioconda) - Francis Poulenc - Dialogues des Carmélites (Madame Lidoine) - Sergei Sergejewitsch Prokofjew - Der feurige Engel (Renata) - Giacomo Puccini - Madama Butterfly (Cio-Cio-San) - Il tabarro (Giorgetta) - Suor Angelica (Angelica) - Tosca (Tosca) - Turandot (Liù) - Gioachino Rossini - Elisabetta regina d’Inghilterra (Elisabetta) - Guglielmo Tell (Matilde) - Stabat mater (Sopran) | - Antonio Smareglia - La Falena (Albina) - Gaspare Spontini - La vestale (Giulia) - Agnese di Hohenstaufen (Agnese) - Peter I. Tschaikowsky - Eugen Onegin (Tatiana) - Pique Dame (Lisa) - Giuseppe Verdi - Aida (Aida) - Macbeth (Lady Macbeth) - Il trovatore (Leonora) - I vespri siciliani (Elena) - Jérusalem (Helene) - Don Carlos (Elisabetta) - Ernani (Elvira) - La forza del destino (Leonora) - Un ballo in maschera (Amelia) - Simon Boccanegra (Amelia) - La battaglia di Legnano (Lida) - I due Foscari (Lucrezia Contarini) - Rigoletto (Gilda) - La traviata (Violetta) - Attila (Odabella) - Carl Maria von Weber - Der Freischütz (Agathe) - Jaromír Weinberger - Schwanda, der Dudelsackpfeifer (Dorota) - Riccardo Zandonai - Francesca da Rimini (Francesca) |

## Einspielungen (Auswahl)
- Luigi Cherubini: Medea
  - Carlo Franci, 1968.  Medea: Leyla Gencer – Giasone: Aldo Bottion – Glauce: Daniela Mazzucato Meneghini – Creonte: Ruggero Raimondi – Neris: Giovanna Fioroni - Orchestra del Teatro La Fenice

- Gaetano Donizetti: Anna Bolena
  - Gianandrea Gavazzeni, 1958.  Anna Bolena: Leyla Gencer – Giovanna Seymour: Giulietta Simionato – Enrico VIII: Plinio Clabassi – Lord Riccardo Percy: Aldo Bertocci – Smenton: Anna Maria Rota – Hervey: Mario Carlin - Rochefort: Silvio Majonica – RAI Symphony Orchestra an Chorus
  - Gianandrea Gavazzeni, 1965.  Anna Bolena: Leyla Gencer – Giovanna Seymour: Patricia Johnson – Enrico VIII: Carlo Cava – Lord Riccardo Percy: Juan Oncina – Smenton: Maureen Morelle – Hervey: Lloyd Strauss Smith - Rochefort: Don Garrard – Orchestra e Coro Glyndebourne Festival Opera

- Francesco Gnecco: La prova di un'opera seria
  - John Fisher, 1983.  Corilla: Leyla Gencer – Violante Pescarelli: Patrizia Dordi – Federico Mordente: Luigi Alva – Fischietto: Mario Bolognesi – Maestro Campanono: Francesco Signor – Poeta Pasticci: Giancarlo Luccardi – Orchestra del Teatro La Fenice

## Auszeichnungen (Auswahl)
- 1957 Puccini-Goldmedaille
- 1958 Silbermedaille der Weltausstellung Brüssel
- 1959 Silbermedaille des französischen Außenministeriums
- 1960 Goldmedaille des Harriet Cohen Preises London
- 1960 Ehrenbürgerin von Dallas
- 1961 Silbermedaille der Auszeichnung Künstlerin des Jahres der Türkischen Frauenvereinigung
- 1967 „Commendatore della Repubblica Italiana“, verliehen vom damaligen Präsidenten der Italienischen Republik, Giuseppe Saragat, überreicht von Senatspräsident Amintore Fanfani
- 1973 Ernennung zur Vizepräsidentin der Donizetti Society
- 1975 Preis der Italienischen Schallplattenkritiker für ihr Album „Omaggio a Leyla Gencer“
- 1988 Ernennung zur Staatskünstlerin durch den türkischen Staatspräsidenten
- 1990 Verleihung der Ehrendoktorwürde durch die Universität Istanbul
- 2002 Puccini Honor Award der Licia Albanese-Puccini Foundation
- 2004 Silber-Gedenkmünze der Türkischen Münzanstalt
- 2007 Premio Caruso